# La Maison tranquille
Pour plus de détails, voir Fiche technique et Distribution.
La Maison tranquille est un court métrage français réalisé par Georges Méliès, sorti en 1901, au début du cinéma muet.

## Synopsis
Au rez-de-chaussée d'une maison, un homme et sa femme dînent. Au premier étage, trois fêtards font un trou dans le plafond et volent le poulet des voisins du dessous [...]

## Fiche technique
Source IMDb
- Titre anglais : Troubles in a Tenement House
- Réalisateur : Georges Méliès
- Production : Star Film
- Genre : court métrage de  comédie
- Format : noir et blanc - 35 mm - 1,33:1 - muet - procédé cinématographique : sphérique
- Métrage : 18 mètres
- Date de sortie : 1901